# 안토니오 로페스 게레로
안토니오 로페스 게레로(Antonio López Guerrero, 1981년 9월 13일 베니도름 ~ )는 스페인의 전 축구 선수로, 포지션은 왼쪽 수비수이다. 그는 2006 독일 월드컵에도 참가한 바 있다.